# Craig Mullins
Craig Mullins (* 1964 in Kalifornien, USA) ist ein US-amerikanischer, im kommerziellen Bereich arbeitender Künstler.
Er wurde 1964 in Kalifornien geboren und zog im Alter von 3 Jahren nach Ohio. Mit 18 ging er zurück nach Kalifornien, wo er für mehrere Jahre in der Nähe von Los Angeles lebte. Heute lebt er auf Hawaii.
Seine künstlerische Ausbildung begann er auf dem „Pitzer College“ in Claremont, Kalifornien, USA, wo er zwei Jahre verweilte. Danach ging er zum „Art Center College of Design“ um Produktdesign zu studieren. Da es ihm allerdings mehr lag, Fahrzeuge zu zeichnen, wechselte er schon nach 6 Monaten zur Designabteilung von Ford in Detroit. Nachdem dort seine Art von Designs als für wenig brauchbar empfunden wurde, wechselte er wieder zum Art Center zurück um Illustration zu studieren, was er schließlich 1990 abschloss. Für British Petroleum arbeitete er zum ersten Mal mit Photoshop bei der Vorbereitung einer traditionellen Werbemalerei, entschloss sich dann auf Anraten von John Knoll, einem der Erfinder von Photoshop, die ganze Arbeit komplett digital auf der Basis von Fotografien zu erstellen. Seit 1994 arbeitet er für kommerzielle Arbeiten gänzlich digital, was ihn in dieser Zeit in eine Vorreiterrolle versetzte.

## Arbeiten

### Film
Durch seine vielen Arbeiten für Architekten und Themen Parks kam er in Kontakt mit dem Filmgeschäft, was in vielen künstlerischen Arbeiten für bekannte Filme mündete. Unter anderem wären hier Matte-Arbeiten für Matrix Revolutions, Armageddon, Flubber, Contact, Apollo 13, Final Fantasy und Forrest Gump zu nennen.

### Computerspiele
Mit Fortschritten im Bereich der Computerspiele bedurften auch diese zunehmend professioneller Illustrationen durch Künstler. Mullins hat sich auch hier durch viele beeindruckende Arbeiten einen Namen gemacht. Zu nennen wären Arbeiten für die Marathon Trilogie (der Vorläufer von Halo) 1994–1997 (Bungie Software), Age of Empires III, Return to Castle Wolfenstein, Need for Speed: Underground, Halo: Kampf um die Zukunft, Fallout 3.

## Bedeutung
Da Mullins hauptsächlich digital arbeitet, wird er als ein Vertreter einer neuen Generation von kommerziell arbeitenden Künstlern angesehen, die das Medium Computer für ihre Bilder nutzen und somit keine materiellen Originalbilder im klassischen Sinne mehr erzeugen. Seine Bilder unterscheiden sich von anderen häufig dadurch, dass er zumindest in wichtigen Partien mit einem deutlich sichtbaren Pinsel- oder auch Radierstrich arbeitet. Er spricht selbst davon, dass er sich an vielen Vorbildern orientiert hat. Zu diesen gehören die Historienmaler des späten 19. Jahrhunderts, aber auch Künstler wie Lovis Corinth in seinen späten Arbeiten oder Alfons Mucha mit seinen Historienbildern zur slawischen Geschichte („Slawisches Epos“). Im Unterschied zu den historischen Vorbildern und früheren Künstlern, die Malereien für Filmkulissen angefertigt haben, arbeitet Mullins die filmische Perspektive schon als wichtiges Element in viele seiner Szenerien ein. Um die teilweise extremen Sichten, zum Beispiel aus der Vogelperspektive umzusetzen, arbeitet Mullins nicht nur mit Photoshop und dem Corel Painter, sondern auch mit 3D-Programmen.
Mullins Bilder zeichnen sich insofern aus, als er im Gegensatz zu früheren Illustratoren für Film und Werbung den Vorgang des Malens betont und bewusst Struktur und Duktus in die Bilder einfließen lässt, was diese weniger „sauber“ erscheinen lässt.